# Buideldieren
Buideldieren (Marsupialia) zijn een infraklasse van zoogdieren waarvan de vrouwtjesdieren twee baarmoeders hebben. Vaak, maar lang niet altijd, bezitten vrouwtjesdieren een buidel. Deze buidel is een soort huidplooi, waarin de tepels van het dier liggen en waar het jong in wordt gedragen. Tot de bekendere buideldieren behoren onder andere de kangoeroes, de koala, de Tasmaanse duivel en de buidelratten. De meeste buideldieren komen voor in Australië, Nieuw-Guinea en oostelijk Indonesië (ten oosten van de Wallacelijn). Drie families, waaronder de buidelratten, komen enkel voor in de Nieuwe Wereld. Samen met verschillende uitgestorven dieren vormen de buideldieren de Metatheria.

## Lichaamsbouw
De schedel kent enkele bijzondere kenmerken, waaraan deze te onderscheiden is van die van placentale zoogdieren. De hersenschedel is vrij klein. Vaak bevat deze een schedelkam, waaraan de musculi temporales vastgehecht zijn. Het verhemelte bevat altijd meerdere openingen. De achterzijde van de onderkaak is over het algemeen naar binnen gebogen. Over het algemeen hebben buideldieren meer tanden dan placentale zoogdieren: de meeste soorten bezitten 40 tot 50 tanden. De buideldieren worden op basis van hun gebit verdeeld in twee groepen. Buideldieren met vier of meer snijtanden in één onderkaakhelft worden polyprotodont genoemd. Hieronder vallen onder andere de buideldassen, roofbuideldieren en buidelratten. Diprotodonte buideldieren zoals de kangoeroes en klimbuideldieren hebben per onderkaakhelft slechts twee snijtanden, die meestal groot zijn en naar voren wijzen. De grazende wombats hebben zelfs maar één snijtand per onderkaakhelft.
Het skelet van buideldieren onderscheidt zich van dat van moderne placentale zoogdieren door de aanwezigheid van buidelbeenderen, twee botten die voorwaarts uit het bekken steken en bij vrouwelijke buideldieren de buidel ondersteunen. Aangenomen wordt dat dit niet de oorspronkelijke functie is, omdat mannetjes en buidelloze soorten ook de beenderen bezitten. De buidelbeenderen zijn ook bekend bij basale zoogdieren en cloacadieren.
Anders dan placentale zoogdieren hebben buideldieren niet één, maar twee vagina's en baarmoeders. Als het jong geboren wordt, komt het niet via een van beide vagina's ter wereld, maar via een apart geboortekanaal in het midden. Dit ontwikkelt zich vlak voor de geboorte. Bij de meeste soorten verdwijnt het weer na de geboorte, behalve bij kangoeroes en de slurfbuidelmuis (Tarsipes rostratus). De mannetjes hebben een dubbele of gespleten penis.
De buideldieren verschillen in grootte van de platkopbuidelmuizen (Planigale), die soms niet meer dan 4 gram wegen, tot de rode reuzenkangoeroe (Osphranter rufus), waarvan het mannetje 95 kilogram zwaar kan worden.

## Verspreiding en leefgebied

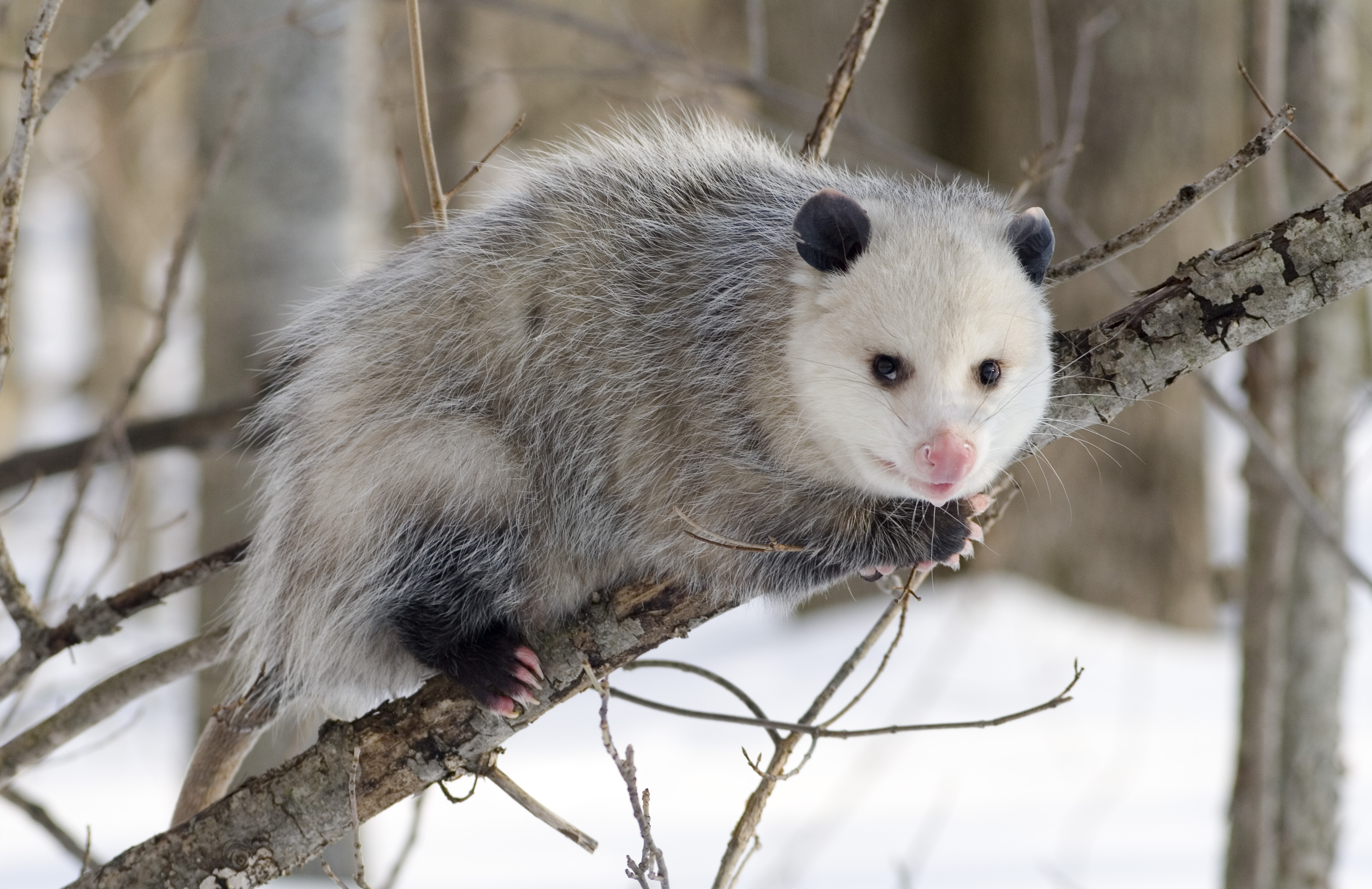
De Virginiaanse opossum (Didelphis virginiana) is het enige in Noord-Amerika voorkomende buideldier.

Van de meer dan 340 soorten buideldieren komen de meeste (ongeveer 240) voor in Oceanië. Ze zijn de dominante zoogdiergroep in Australië en op Nieuw-Guinea. Daarnaast leven ook op de Salomonseilanden, de Molukken, Timor en Sulawesi enkele soorten. Drie groepen buideldieren, de opossums of buidelratten, de opossummuizen en de monito del monte (Dromiciops gliroides) komen enkel in Amerika voor: voornamelijk in Zuid-Amerika, maar enkele soorten leven ook in Centraal-Amerika. Eén soort, de Virginiaanse opossum (Didelphis virginiana), leeft in Noord-Amerika.
In Nieuw-Zeeland komen oorspronkelijk geen buideldieren voor. Er zijn in de twintigste eeuw enkele soorten uitgezet, waaronder de voskoesoe (Trichosurus vulpecula), waar de populatie inmiddels tot een plaag is uitgegroeid. De bennettwallaby (Macropus rufogriseus) is uitgezet in Engeland.
De buideldieren komen binnen hun verspreidingsgebied in vrijwel alle habitats voor, van woestijnen tot regenwouden en alpiene gebieden.

## Levenswijze

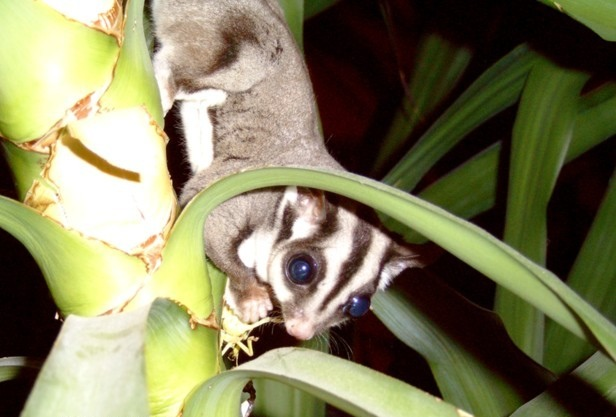
Verscheidene boombewonende buideldieren, zoals de suikereekhoorn (Petaurus breviceps), hebben een vlieghuid om mee te zweven.

De buideldieren van Australië en Nieuw-Guinea nemen verscheidene niches in. Er zijn zowel dag- als nachtactieve buideldieren, solitaire als sociale soorten. Er zijn herbivoren als kangoeroes, omnivoren als de buideldassen, insecteneters als de buidelmiereneter (Myrmecobius fasciatus) en de buidelmuizen en uitgesproken roofdieren, waarvan de Tasmaanse duivel (Sarcophilus harrisii) de grootste nog levende is. Eén soort, de slurfbuidelmuis, leeft voornamelijk van nectar. Verscheidene soorten hebben zich aangepast aan een leefwijze in de bomen, waaronder grotere soorten klimbuideldieren als de koeskoezen, de koala (Phascolarctos cinereus) en de boomkangoeroes. Tot de aan een leven op de grond aangepaste soorten behoren de kangoeroes en wombats. 
De niches die de Australische buideldieren innemen, worden in andere delen van de wereld ingenomen door placentale zoogdieren. De manieren waarop de niches worden ingevuld, bieden parallellen die goede voorbeelden zijn van convergente evolutie. Zo vervullen de geheel aan het leven onder de grond aangepaste buidelmollen een vergelijkbare niche als de goudmollen van Afrika, en hebben een vergelijkbare lichaamsbouw. De recent uitgestorven buidelwolf (Thylacinus cynocephalus) vertoonde een sterke uiterlijke gelijkenis met de hondachtigen. Ook kennen beide groepen zoogdieren soorten met een speciale vlieghuid waarmee zij van boom tot boom kunnen zweven, zoals de buideleekhoorns (buideldieren) en de enigszins daarop lijkende vliegende eekhoorns (placentale zoogdieren).
In de Nieuwe Wereld vervullen de buideldieren minder niches. Het zijn over het algemeen kleine tot middelgrote generalisten met een voornamelijk omnivoor of insectivoor dieet. De wolbuidelratten (Caluromyinae) zijn boombewonende vruchteneters. De yapok (Chironectes minimus) en de dikstaartbuidelrat (Lutreolina crassicaudata) zijn de enige buideldieren met een overwegend amfibische leefwijze.

## Voortplanting en ontwikkeling

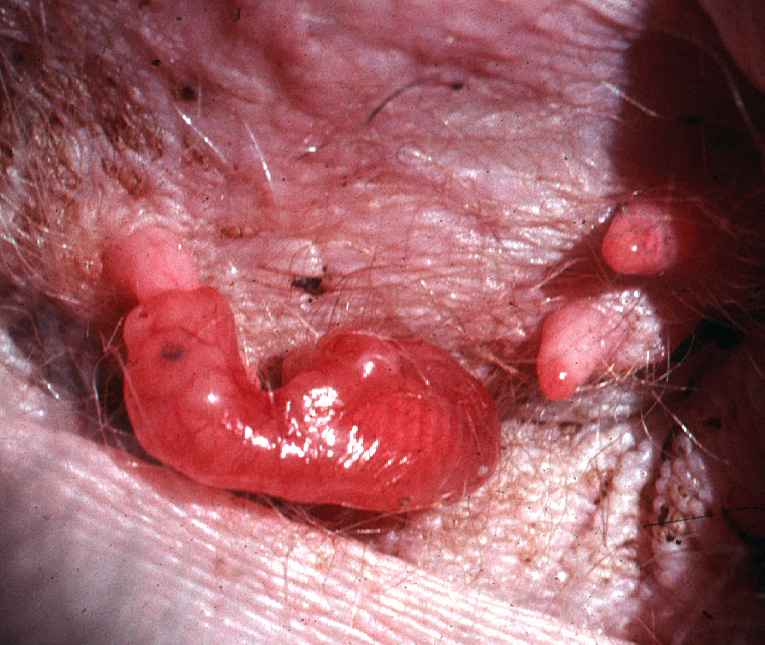
Pasgeboren kangoeroe, vastgezogen aan de tepel in de buidel van zijn moeder.

Anders dan bij placentale zoogdieren vindt het grootste deel van de ontwikkeling van het jong niet plaats in het lichaam van de moeder. De draagtijd is relatief kort: meestal dertig dagen, bij de spitsneusbuideldas (Perameles nasuta) tien. Met uitzondering van de buideldassen en de koala ontwikkelen buideldieren geen placenta, zoals de meeste andere zoogdieren. In plaats daarvan wordt het jong in de tijd dat het zich in de baarmoeder bevindt, gevoed door de dooierzak.
Grotere soorten buideldieren, zoals kangoeroes, wombats en de koala, krijgen één jong per worp. Kleinere soorten hebben grotere worpen. Buidelmuizen van het geslacht Antechinus krijgen bijvoorbeeld acht tot twaalf jongen. Het diertje is bij de geboorte in vergelijking met pasgeboren placentale zoogdieren onderontwikkeld: de meeste organen zijn nog onderontwikkeld. Enkel de voorpoten zijn al ontwikkeld. Het is bovendien relatief klein: een jong weegt zelden meer dan 1% van het lichaamsgewicht van de moeder. Een geboortegewicht van 0,01 gram is voor soorten met grotere worpen niet ongebruikelijk. Het jong kruipt direct na de geboorte van de opening van het geboortekanaal via de haren van de moeder naar de tepel. Als het de tepel niet snel bereikt, zal het sterven. Omdat het enkel nog voorpoten heeft, moet het zich voortbewegen met een zwemmende beweging.
Als het jong de tepel heeft bereikt, zuigt het zich met zijn cirkelvormige mond vast aan het vergrote uiteinde van de tepel. Eenmaal aan de tepel reist het jonge dier met de moeder mee, eerst vastgezogen aan de tepel, maar na een à twee maanden ontwikkelen de kaken zich en kan het zijn mond openen en de tepel loslaten. De tepel bevindt zich bij de meeste buideldieren in een buidel aan de onderbuik. In de buidel vindt het grootste deel van de ontwikkeling en groei plaats. Bij sommige soorten, zoals de opossummuizen, ontbreekt de buidel. Bij deze soorten ligt het jong verborgen in de vacht of tussen huidplooien. Als het jong van buideldragende buideldieren groot genoeg is, verlaat het de buidel. Het zal er nog wel regelmatig terugkeren om te drinken en uit te rusten. Ook als het jong niet meer in de buidel past, drinkt het nog een tijdlang de melk en duikt het daarbij met zijn snuit in de buidel.
Omdat de ontwikkeling voor het grootste deel in de buidel plaatsvindt, vervult de melkklier de functie die bij de andere zoogdieren de placenta inneemt: de melk is de enige bron van voedingsstoffen tijdens de belangrijkste periode van groei en ontwikkeling. Bij verscheidene buideldieren is waargenomen dat de hoeveelheid en samenstelling van de melk verandert naarmate het jong groter wordt. Zo bestaat het vaste deel van de melk bij kangoeroes gedurende de eerste zes maanden van de zoogtijd voor meer dan de helft uit koolhydraten en de andere helft uit vetten en eiwitten. Na acht à negen maanden zijn de koolhydraten vrijwel verdwenen en bestaat de melk voor twee derde uit vetten.

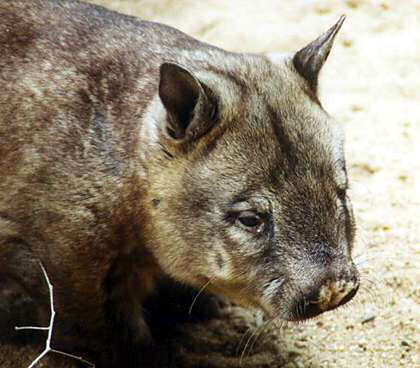
De noordelijke breedneuswombat kan een leeftijd van dertig jaar halen.

Enkele soorten buideldieren, waaronder alle kangoeroes behalve de westelijke grijze reuzenkangoeroe (Macropus fuliginosus), kennen een verlengde draagtijd. Bij deze soorten verloopt de dracht tegelijk met de bronstcyclus, wat betekent dat een vrouwtje vruchtbaar en paarbereid is op het moment dat het jong geboren wordt. Het embryo dat uit deze paring voortkomt, ontwikkelt zich niet verder dan een blastocyst, een ronde bal cellen. Dit gebeurt onder invloed van het hormoon prolactine, dat wordt geproduceerd in reactie op het zogen van het jong in de buidel. Als de hormoonproductie afneemt, bijvoorbeeld omdat het jong vaker vast voedsel eet of is gestorven, hervat de ontwikkeling zich weer. Op deze manier wordt er geen jong geboren als de buidel nog bezet is door een ander jong en worden gestorven jongen snel vervangen. Bij sommige soorten, zoals de tammarwallaby (Macropus eugenii), kan de ontwikkeling van de embryo verder worden vertraagd onder invloed van seizoensveranderingen als daglengte.
Bij de kleinere buideldieren is aan het einde van de zoogtijd het totale gewicht van de jongen soms wel twee tot drie keer zoveel als het gewicht van het vrouwtje. Dit vergt veel energie van het vrouwtje, waardoor bij kleine buideldieren het sterftecijfer onder moederdieren relatief hoog is. 
De levensverwachting verschilt zeer onder de kleinere buideldieren. Mannetjes breedvoetbuidelmuizen zijn bijvoorbeeld semelpaar en sterven direct na de paartijd. Hierdoor worden zij maximaal 12 maanden oud. Daarentegen kunnen de vrouwtjes van een soort buidelslaapmuis, Burramys parvus, wel twaalf jaar oud worden. Kangoeroes en wombats hebben de langste levensverwachting: de noordelijke breedneuswombat (Lasiorhinus krefftii) kan tot dertig jaar in gevangenschap worden.

## Evolutiegeschiedenis

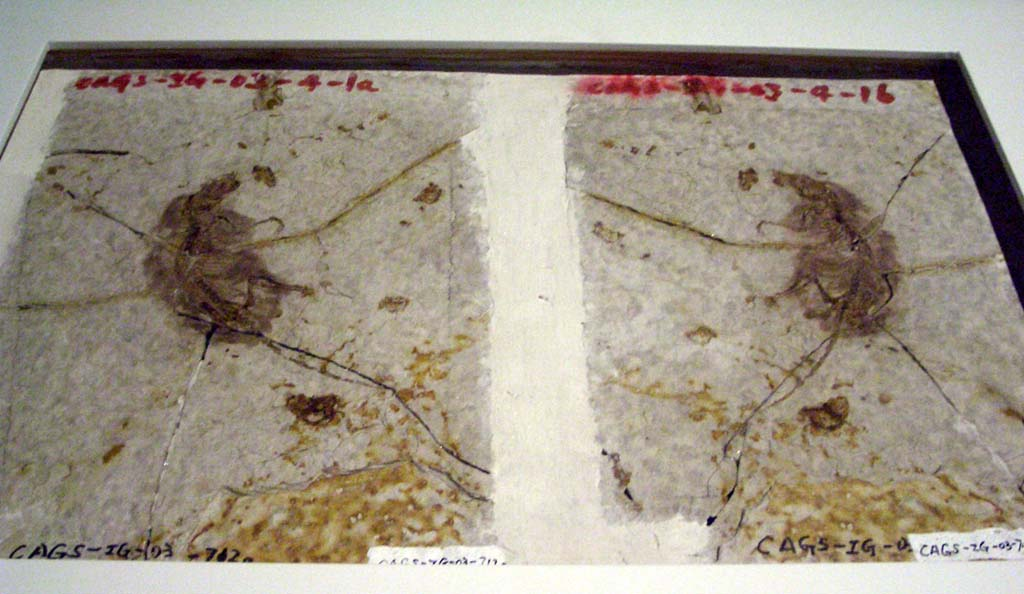
De 15 centimeter lange Sinodelphys szalayi is het oudst huidig bekende soort uit de Metatheria. Dit dier leefde 125 miljoen jaar geleden in de huidige Chinese provincie Liaoning en was waarschijnlijk een boombewoner.

Binnen de hedendaagse zoogdieren worden drie hoofdgroepen onderscheiden: de cloacadieren of eierleggende zoogdieren, met het vogelbekdier en de mierenegels, de buideldieren en de placentale zoogdieren, de grootste zoogdiergroep. De onderlinge relatie tussen deze groepen was lang een discussie onder taxonomen. Op basis van morfologisch en moleculair-genetisch bewijs worden de placentale zoogdieren en buideldieren tegenwoordig als zustergroepen beschouwd en gezamenlijk in de onderklasse Theria ingedeeld. 

### Eurazië en Noord-Amerika
De voorouders van de buideldieren en placentale zoogdieren splitsten zich waarschijnlijk van elkaar af in het Jura. Het oudst bekende fossiel komt echter uit het Krijt. Sinodelphys szalayi leefde 125 miljoen jaar geleden in de huidige Chinese provincie Liaoning. Mogelijk hebben de voorouders van de buideldieren zich vanuit Eurazië verspreid naar Noord-Amerika. De oudst bekende Noord-Amerikaanse buideldierachtige, Kokopellia juddi, leefde ongeveer 100 miljoen jaar geleden in Utah. Het Krijt van Noord-Amerika laat een grote soortenrijkdom aan buideldierachtigen zien, met verscheidene families in het Laat-Krijt. In deze periode ontstonden vermoedelijk ook de eerste echte buideldieren, de buidelratten (Didelphimorphia). De buideldieren stierven in Noord-Amerika uit in het Mioceen, 15 tot 20 miljoen jaar geleden. Een uitzondering vormt de Virginiaanse opossum, die in Noord-Amerika ten noorden van Mexico leeft.
Via landbruggen verspreidden de Noord-Amerikaanse buideldieren zich weer naar andere continenten, Europa en Zuid-Amerika. De Noord-Amerikaanse buideldieren vestigden zich in het Eoceen in Europa en verspreidden zich vervolgens naar Noord-Afrika en Oost-Azië. Alhoewel deze kolonisatie niet leidde tot veel soorten, stierven de buideldieren hier pas uit in het Mioceen Tegenwoordig zijn er geen inheemse buideldieren in Europa, Afrika en het Aziatische vasteland.

### Zuid-Amerika

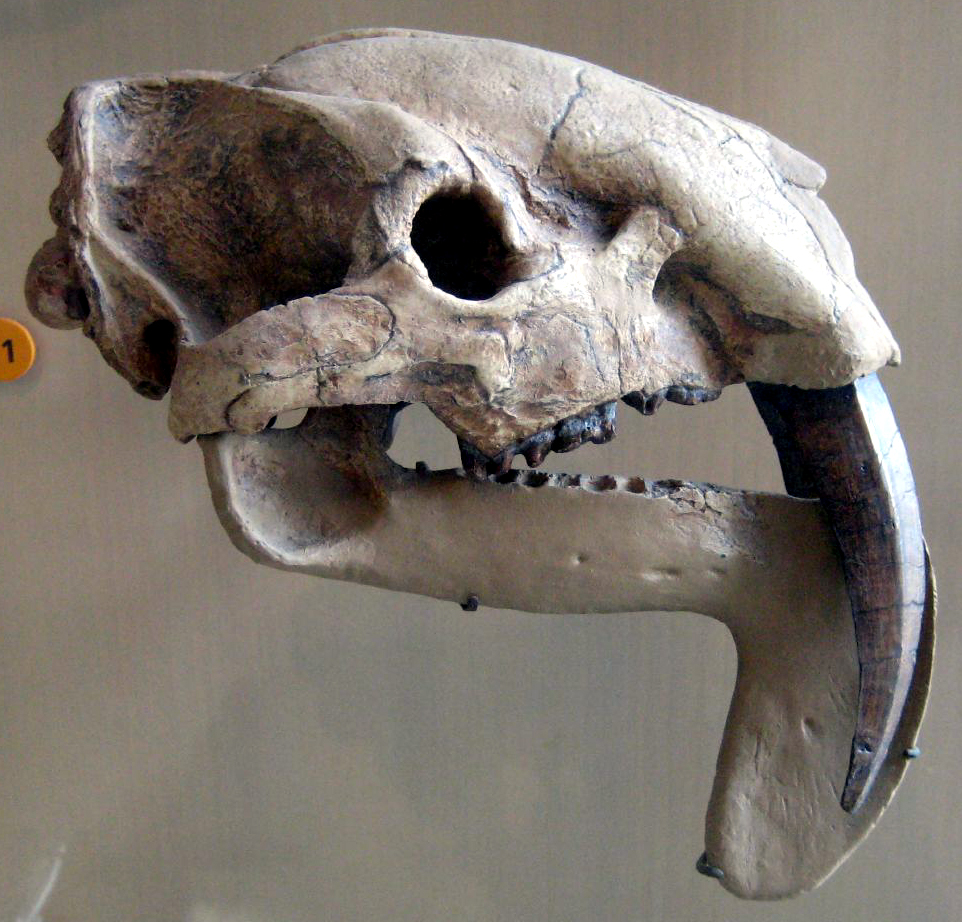
De op een sabeltandkat lijkende Thylacosmilus atrox stierf uit toen na het ontstaan van de landengte van Panama echte sabeltandkatten Zuid-Amerika bereikten.

De buideldieren bereikten Zuid-Amerika via een landbrug tussen Noord- en Zuid-Amerika. De oudste fossielen hier zijn bekend uit het Paleoceen, 60 miljoen jaar geleden. Zuid-Amerika lag vanaf het verdwijnen van de landbrug met Noord-Amerika in het Paleoceen tot aan het Plioceen, 3 miljoen jaar geleden, vrijwel geïsoleerd van de andere continenten (Australië en Antarctica uitgezonderd). Zuid-Amerika had wel placentale zoogdieren, maar geen grote placentale roofdieren. Hun niche werd (naast de schrikvogels (Phorusrhacidae) en landkrokodillen uit de familie Sebecidae) ingevuld door leden van de inmiddels uitgestorven orde Sparassodonta, waaronder Borhyaena en de op een sabeltandkat lijkende Thylacosmilus. Deze orde werd voorheen tot de buideldieren gerekend, maar inmiddels basaler binnen de Metatheria geclassificeerd. De Sparassodonta stierf uit toen drie miljoen jaar geleden, in het Plioceen, de landengte van Panama ontstond en Noord- en Zuid-Amerika weer met elkaar verbonden werden. Dit leidde tot de Great American Biotic Interchange, waardoor de fauna's van Noord- en Zuid-Amerika konden mengen. Buidelratten konden zo Noord- en Midden-Amerika herkoloniseren, terwijl roofdieren uit Noord-Amerika Zuid-Amerika binnendrongen en de oorspronkelijke Zuid-Amerikaanse roofdieren verdrongen.

### Antarctica & Australië
Genetisch onderzoek bevestigt dat de Australische buideldieren afstammen van Zuid-Amerikaanse dieren. Aan het begin van het Paleoceen waren Zuid-Amerika, Antarctica en Australië nog met elkaar verbonden, het laatste overblijfsel van het supercontinent Gondwana. Van Antarctica zijn weinig fossielen bekend. Op Seymour Island zijn fossielen gevonden van buideldieren uit het Eoceen, die verwant zijn aan soorten die op dat moment in Zuid-Amerika voorkwamen. Toentertijd had Antarctica een warm, vochtig klimaat en groeiden er Nothofagus-bomen.
Australië was via Antarctica verbonden met Zuid-Amerika, tot het zich ongeveer 45 tot 55 miljoen jaar geleden losmaakte. Over de eerste Australische buideldieren is weinig bekend. Het oudst bekende buideldier van Australië is Djarthia murgonensis, die  55 miljoen jaar geleden leefde in Zuidoost-Queensland. Uit de daaropvolgende 30 miljoen jaar zijn geen fossielen bekend. De eerstvolgende vondsten, daterend uit het late Oligoceen en vroege Mioceen, laten zien dat de buideldieren zich hebben ontwikkeld tot een zeer diverse fauna, waaronder leden van alle grote hedendaagse Australische buideldierenordes. Op dat moment was Australië voornamelijk bedekt met bossen. Gedurende het Mioceen werden graslanden echter dominant in Australië, wat kansen bood aan grazende groepen als de kangoeroes, waarvan verscheidene soorten ontstonden. De boombewonende soorten moesten uitwijken naar de kustwouden en de bossen van Noordoost-Queensland en Nieuw-Guinea, waar het pas gevormde hoogland een klimaat creëerde dat geschikt was voor de groei van regenwouden.

### Uitsterven van de megafauna

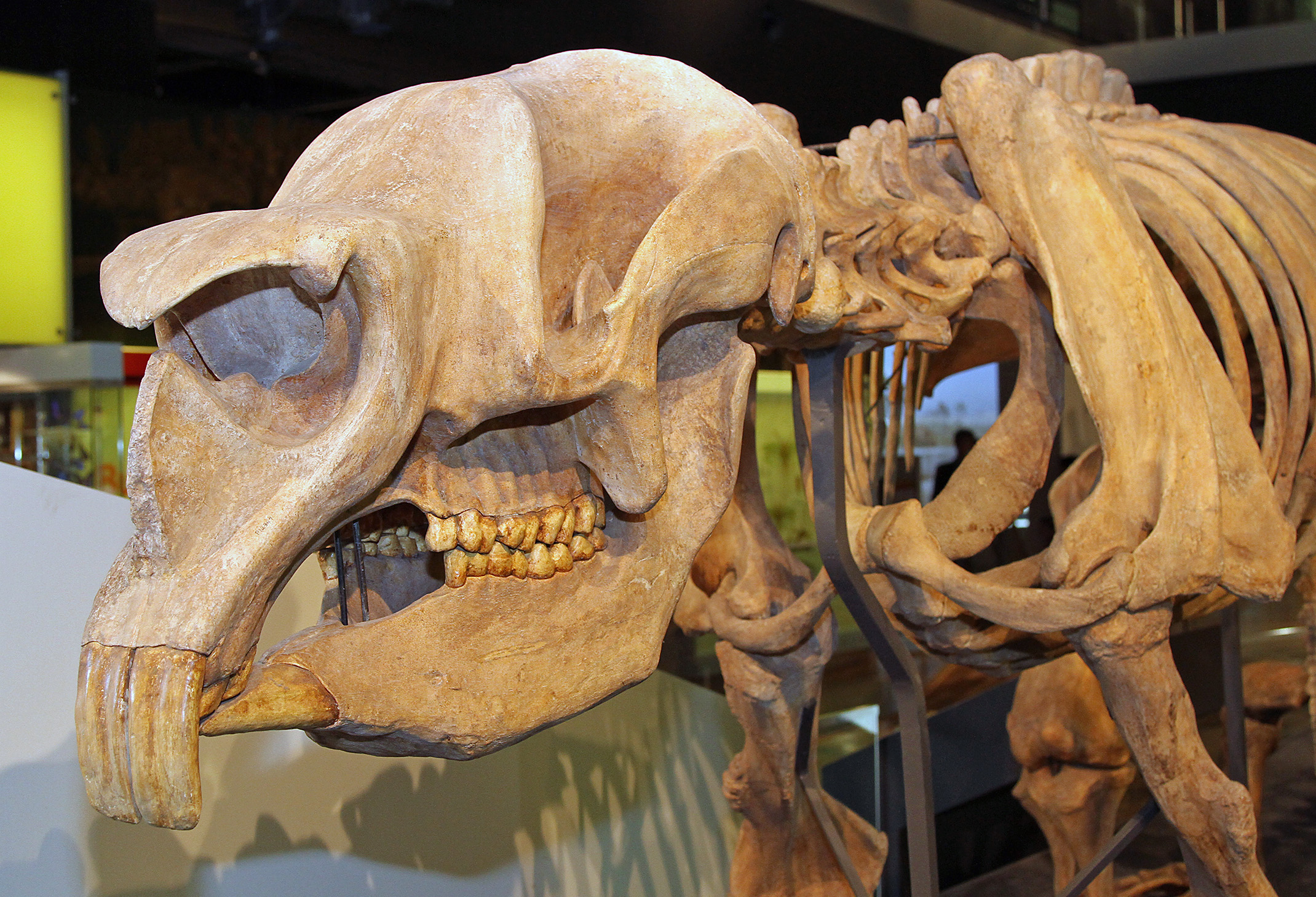
De aan de wombats verwante Diprotodon optatum was met een gewicht van 2 ton het grootste buideldier dat ooit heeft geleefd.

In het Pleistoceen leefde in Australië een megafauna, waaronder Diprotodon, met een geschat gewicht van 2 ton het grootste buideldier ooit, Procoptodon, een kangoeroe van 2 meter hoog, en Thylacoleo, de buidelleeuw. Deze stierven tussen 51.000 tot 38.000 jaar geleden uit, tijdens de komst van de Aborigines. Mogelijk was de combinatie van klimaatverandering en overbejaging door de mens de oorzaak van het uitsterven van de megafauna.

## Indeling
Er zijn meer dan 340 soorten buideldieren bekend. Sinds de jaren tachtig van de twintigste eeuw neemt het aantal beschreven soorten snel toe, omdat nieuwe inzichten ervoor zorgen dat men steeds meer soorten onderscheidt. De levende soorten werden tot in de jaren negentig in één orde geplaatst, Marsupialia. Tegenwoordig worden ze verdeeld over zeven ordes. Deze zeven ordes worden soms in twee superordes ingedeeld: Ameridelphia en Australidelphia. Ameridelphia omvat alle Amerikaanse soorten met uitzondering van de monito del monte, die met de Australische buideldieren tot Australidelphia wordt gerekend.
- Opossummuizen (Paucituberculata)
- Opossums (Didelphimorphia)
- Microbiotheria (de monito del monte is de enige levende soort)
- Roofbuideldieren (Dasyuromorphia)
- Buideldassen (Peramelemorphia)
- Buidelmollen (Notoryctemorphia)
- Klimbuideldieren (Diprotodontia)

Daarnaast bestaat er nog een aantal uitgestorven ordes.

## Relatie met de mens

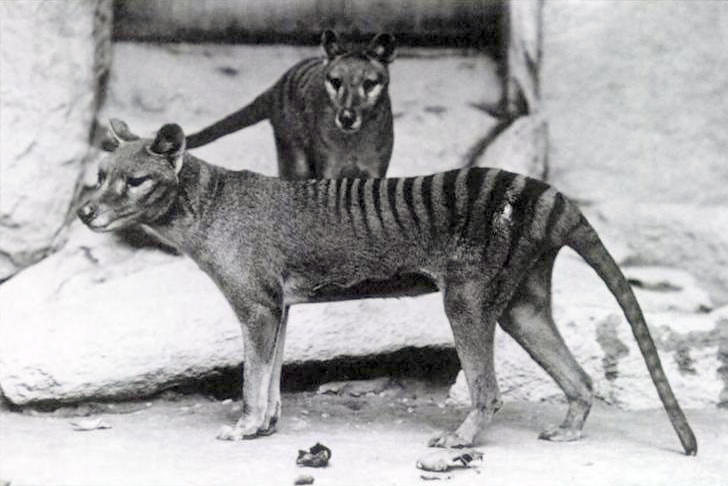
De buidelwolf (Thylacinus cynocephalus) is een van de elf recent uitgestorven soorten buideldieren. Het laatst bekende individu stierf in 1936.

Voor de oorspronkelijke bewoners van Australië, Nieuw-Guinea en de Amerika's vormen buideldieren een belangrijke bron van vlees en bont. Europeanen kwamen voor het eerst in aanraking met buideldieren rond 1500, toen de ontdekkingsreiziger Vicente Yáñez Pinzón een vrouwelijke buidelrat met jongen uit Brazilië meenam voor Ferdinand II van Aragon en Isabella I van Castilië. 
De kolonisatie van Australië door de Europeanen heeft geleid tot een sterke achteruitgang van vele soorten buideldieren. Tien soorten zijn sindsdien uitgestorven. De Rode Lijst van de IUCN beschouwt 28 soorten als bedreigd, waaronder vijf ernstig bedreigde soorten. Belangrijke oorzaken van de achteruitgang zijn jacht, vernietiging van habitat voor landbouwgrond en de introductie van exoten, waaronder predatoren als vos en huiskat en voedselconcurrenten als konijn, rundvee en schaap. Vuur vormt bovendien een potentiële bedreiging voor soorten met een klein verspreidingsgebied. 
In Nieuw-Guinea en Oost-Indonesië is recent nog geen soort uitgestorven, maar overbejaging en vernietiging van het regenwoud heeft ervoor gezorgd dat er 35 soorten bedreigd zijn, waaronder negen ernstig bedreigd. In Latijns-Amerika gaat het veel beter met de buideldieren, maar houtkap vormt ook hier een belangrijke bedreiging. Van de Amerikaanse soorten zijn er negen kwetsbaar en twee ernstig bedreigd. Eén Argentijnse soort, Cryptonanus ignitus, is niet meer waargenomen sinds 1963 en wordt als uitgestorven beschouwd.